# Wahpeton (North Dakota)
Wahpeton er en amerikansk by og administrativt centrum i det amerikanske county Richland County, i staten North Dakota. I 2000 havde byen et indbyggertal på 8.586.

## Ekstern henvisning
- Wahpetons hjemmeside (engelsk)

46°15′57″N 96°36′32″V / 46.26589°N 96.60886°V